# バーラーガート
バーラーガート（ヒンディー語：बालाघाट, 英語：Balaghat）は、インドのマディヤ・プラデーシュ州、バーラーガート県の都市。

## 地理
北緯21度48分 東経80度11分 / 北緯21.800度 東経80.183度に位置。
近郊にはラージナーンドガーオン、ナーグプルが存在する。

## 人口
2001年の統計では、14,97,968 人。